# Hemerocallis middendorffii
Hemerocallis middendorffii là một loài thực vật có hoa trong họ Thích diệp thụ. Loài này được Trautv. & C.A.Mey. miêu tả khoa học đầu tiên năm 1856.